# Liste der Bodendenkmäler in Breitbrunn am Chiemsee
Auf dieser Seite sind die Bodendenkmäler in der oberbayerischen Gemeinde Breitbrunn am Chiemsee zusammengestellt. Diese Tabelle ist eine Teilliste der Liste der Bodendenkmäler in Bayern. Grundlage ist die Bayerische Denkmalliste, die auf Basis des Bayerischen Denkmalschutzgesetzes vom 1. Oktober 1973 erstmals erstellt wurde und seither durch das Bayerische Landesamt für Denkmalpflege geführt wird. Die folgenden Angaben ersetzen nicht die rechtsverbindliche Auskunft der Denkmalschutzbehörde.

## Bodendenkmäler der Gemeinde

### Bodendenkmäler in der Gemarkung Breitbrunn a.Chiemsee
| Lage                                          | Objekt | Akten-Nr.     | Bild           |
| --------------------------------------------- | --- | ------------- | -------------- |
| Breitbrunn a.Chiemsee (Standort)              | Villa rustica der mittleren und späten römischen Kaiserzeit. | D-1-8040-0185 |                |
| Breitbrunn a.Chiemsee (Standort)              | Grabhügel vorgeschichtlicher Zeitstellung. | D-1-8140-0104 |                |
| Breitbrunn a.Chiemsee Kirchplatz 1 (Standort) | Untertägige spätmittelalterliche und frühneuzeitliche Befunde und Funde im Bereich der Katholischen Pfarrkirche St. Johann Baptist und St. Johann Evangelist in Breitbrunn a.Chiemsee und ihres Vorgängerbaus. | D-1-8140-0187 | weitere Bilder |
| Breitbrunn a.Chiemsee (Standort)              | Abschnittsbefestigung vor- und frühgeschichtlicher Zeitstellung sowie abgegangene Kirche des späten Mittelalters und der frühen Neuzeit (St. Andreas).                                                         | D-1-8140-0208 |                |